# Estádio Carlos Renato Bebber
O Estádio Carlos Renato Bebber, ou Arena Bebber, é um estádio de futebol localizado na cidade de Marau, no estado do Rio Grande do Sul, tem capacidade para 2.000 espectadores.
É utilizado pelo Futebol Clube Marau, time da cidade que disputa atualmente o Campeonato da Região Serrana.
Também foi utilizado pelo Sport Club Gaúcho, de Passo Fundo, em partidas validas pelo Campeonato Gaúcho de 2010 - Segunda Divisão.
Recentemente recebeu 6 novos postes de iluminação, com luminárias de 2.000 W cada uma.